# Dipartimento del Serio
Il dipartimento del Serio fu un dipartimento della Repubblica Cisalpina, della Repubblica Italiana e del Regno d'Italia, dal 1797 al 1815. Prendeva il nome dal fiume Serio e aveva come capoluogo Bergamo.
Il dipartimento fu creato il 9 luglio 1797, alla creazione della Repubblica Cisalpina, e trasformato nella provincia di Bergamo dopo la costituzione del Regno Lombardo-Veneto nel 1815. L'istituzione del dipartimento segnò la fine delle articolate autonomie di cui avevano goduto le valli orobiche durante il dominio veneziano.

## Distretti
La prima distrettualizzazione del dipartimento giunse in ritardo l'11 ventoso VI, mantenendosi in precedenza quanto ereditato dalla repubblica bergamasca. I 23 distretti creati avevano i seguenti capoluoghi:
- 4, città di Bergamo,
- 12, borgo di Martinengo,
- 14, borgo di Romano,
- 1, Albino,
- 2, Almenno,
- 3, Alzano,
- 5, Calcinate,
- 17, Caprino (Sonna),
- 11, Chignolo (Isola),
- 7, Clusone,
- 10, Gandino,
- 19, Gromo (Sorgenti del Serio),
- 16, Lovere (Sebino superiore),
- 9, Olda (Enna),
- 18, Piazza (Sorgenti del Brembo),
- 13, Ponte,
- 15, Sarnico (Sebino inferiore),
- 20, Serina,
- 6, Trescore (Cherio),
- 22, Urgnano,
- 21, Verdello,
- 8, Vilminore (Dezzo),
- 23, Zogno.

### 1798
Il colpo di Stato del 1798 comportò l’allargamento del dipartimento in due direzioni, una del tutto estemporanea inglobando tutta la metà orientale dell’effimero Dipartimento della Montagna (e un pezzettino dell’Olona),mentre l’altra destinata a durare definitivamente nel tempo annettendo la Gera d'Adda e la Calciana dal Dipartimento dell'Adda e dal Dipartimento dell'Alto Po.
La legge 5 vendemmiale VII stabilì quindi una nuova ripartizione.
1. distretto del Naviglio (Cassano d'Adda)
Bellinzago, Bisentrate, Cambiago, Gessate, Inzago, Masate, Pozzolo, Trecella, Albignano, Cavaione, Corneliano, Incugnate, Truccazzano
2. distretto dell'Adda (Brivio)
3. distretto del Lago (Lecco)[3]
Lecco, Sirone, Garbagnate Monastero, Molteno, Annone, Oggiono, Imberido, Vergano, Olginate, Garlate, Bartesate, Galbiate, Sala, Civate, Valmadrera, Pescate, Malgrate, Ballabio inferiore, Ballabio superiore, Belledo, San Giovanni alla Castagna, Rancio, Olate, Laorca, Germanedo, Castello, Acquate, Abbadia, Linzanico, Mandello, Rongio, Somana, Olcio, Lierna, Brumano, Morterone, Ello, Moggio, Cassina, Cremeno, Concenedo, Barzio, Pasturo, Bajedo, Introbio, Vimogno, Chiuso, Pessina, Primaluna, Cortabbio
4. distretto della Sonna (Caprino)
5. distretto dell'Imagna (Almenno)
6. distretto dell'Ambria e Brembilla (Zogno)
7. distretto delle Sorgenti del Brembo (La Piazza)
8. distretto delle Sorgenti del Serio (Clusone)
9. distretto del Sebino superiore (Lovere)
10. distretto del Sebino inferiore (Sarnico)
11. distretto della Concossola (Gandino)
12. distretto della Nesa (Alzano)
13. distretto del Cherio (Trescore)
14. distretto dell'Isola (Ponte)
15. distretto del Serio e Brembo (Verdello)
16. distretto delle Ghiaie del Serio (Romano)
17. distretto della Roggia nuova (Treviglio)[4]
Treviglio, Morengo, Bariano, Caravaggio, Brignano, Canonica, Pontirolo, Castel Rozzone, Pagazzano, Fara Gera d'Adda e Massari de Melzi, Fornovo, Misano, Vailate con Cassina de Grassi, Arzago, Rivolta, Casirate e Calvenzano
18. distretto di Bergamo

Dopo la liberazione dall’invasione tedesca del 1799, nel 1800 si cercò un assetto più definitivo ripartendo dalle province classiche.

### 1801
Col trionfo napoleonico sulla Seconda Coalizione, la Repubblica cercò un assetto più definitivo. Lo storico confine occidentale sull’Adda venne prontamente restaurato, mentre dal dissolto Adda e Oglio venne inglobata la Val Camonica, seppur si trattasse di montagne storicamente bresciane.
I nuovi distretti, ora arrondissements, furono quattro:
1. Bergamo
2. Clusone
3. Treviglio
4. Breno

### 1805
1. Bergamo
  1. Cantone di Bergamo
  2. Cantone di Zogno
  3. Cantone di Trescore
  4. Cantone di Almenno San Salvatore
  5. Cantone di Ponte San Pietro
  6. Cantone di Alzano
  7. Cantone di Caprino
  8. Cantone di Piazza
  9. Cantone di Sarnico
2. Treviglio
  1. Cantone di Treviglio
  2. Cantone di Martinengo
  3. Cantone di Romano
  4. Cantone di Verdello
3. Clusone
  1. Cantone di Clusone
  2. Cantone di Gandino
  3. Cantone di Lovere
4. Breno
  1. Cantone di Breno
  2. Cantone di Edolo

## Prefetti di Bergamo
La prefettura fu istituita nel 1802 sul modello francese, e dal 1805 il prefetto divenne l'amministratore unico dipartimentale.
- Vincenzo Brunetti (1802-1804)
- Giuseppe Casati (1804-1806)
- Cinzio Frangipane (1806-1809)
- Giuseppe Pallavicini (1809-1811)
- Francesco Cornalia (1811-1814)